# 문장로
문장로(Munjang-ro)는 대한민국의 경상북도 상주시 성서면에서 시작하여, 충청북도 괴산군 청천면을 잇는 도로이다.

## 주요경유지
경상북도
- 상주시 (화서면 . 화남면 . 화북면 . 상서면)

충청북도
- 괴산군 (청천면)

## 노선 경로
| 이름          | 접속 노선                  | 소재지 | 소재지                    | 비고                  |
| ------------- | -------------------------- | ------ | ------------------------- | --------------------- |
| 하송삼거리    | 국도 제25호선 (영남제일로) | 상주시 | 화서면                    |                       |
| 상곡교        |                            | 상주시 | 화서면                    |                       |
| (이름없음)    | 상곡로                     | 상주시 | 화서면                    |                       |
| 하송 교차로   | 삼령로                     | 상주시 | 화서면                    |                       |
| 하송1교       |                            | 상주시 | 화서면                    |                       |
| 하송1 교차로  | 하송3길                    | 상주시 | 화서면                    |                       |
| 동관 교차로   | 평온동관로                 | 상주시 | 화남면                    |                       |
| 갈령1교       |                            | 상주시 | 화남면                    |                       |
| 갈령2교       |                            | 상주시 | 화남면                    |                       |
| 갈령터널      |                            | 상주시 | 화남면                    |                       |
|               | 화북면                     | 상주시 | 터널 1090m                |                       |
| 상오1교       | 화북면                     | 상주시 |                           |                       |
| (이름없음)    | 화북면                     | 상주시 | 지방도 제997호선 (청화로) | 지방도 제997호선 중복 |
| 장암 교차로   | 화북면                     | 상주시 | 문장대2길                 | 지방도 제997호선 중복 |
| (이름없음)    | 화북면                     | 상주시 | 용화로                    | 지방도 제997호선 중복 |
| 늘재          | 화북면                     | 상주시 |                           |                       |
| 옥양교        | 화북면                     | 상주시 |                           |                       |
| 입석교        | 화북면                     | 상주시 |                           |                       |
| 송평교        |                            | 괴산군 | 청천면                    |                       |
| 송명삼거리    | 송문로                     | 괴산군 | 청천면                    |                       |
| 화양로와 직결 |                            |        |                           |                       |

## 주요 건물 및 시설
- 경상북도교육청 상주학생수련원 (문장로 1503/상오리 562)
- 화북중학교 (문장로 1682/용유리 347-5)
- 화북보건지소 (문장로 1685/용유리 350-20)
- 상주화북우체국 (문장로 1713/용유리 363-6)
- 화북파출소 (문장로 1718/용유리 362-4)
- CU 상주화북점 (문장로 1721/용유리 364)
- 농협 중화농협 화북주유소 (문장로 1725/용유리 386-8)
- 농협 중화농협 하나로마트 화북점 (문장로 1733/용유리 386-5)
- 화북면 행정복지센터 (문장로 1739/용유리 385-5)
- SK에너지 화북주유소 (문장로 1744/용유리 419)
- 화북119지역대 (문장로 1754/용유리 443-3)
- 입석보건진료소 (문장로 2531/입석리 73-8)
- 화북초등학교 입석분교장 (문장로 2645/입석리 550)
- 송면중학교 (문장로 2915/이평리 191)
- 송면전담의용소방대 (문장로 3094/송면리 157-2)
- SK에너지 송면주유소 (문장로 3097/송면리 151-3)